# Венторф-Хамбург
Венторф-Хамбург (нем. Wentorf bei Hamburg) — община в Германии, в земле Шлезвиг-Гольштейн. 
Входит в состав района Герцогство Лауэнбург.  Население составляет 11 633 человека (на 31 декабря 2010 года). Занимает площадь 6,87 км².